# Go, Cubs, Go
« Go, Cubs, Go », « Go Cubs Go » ou « Go, Cubs, Go! » est une chanson écrite par Steve Goodman en 1984. Fan de la franchise de baseball des Cubs de Chicago, Goodman lui dédie ce titre qui devient la chanson officielle de victoire du club. D'abord sorti en 45 tours, le titre est inclus dans l'album compilation de Steve Goodman, No Big Surprise (1994), et se retrouve dans l'album 2008 Cubs songs and sounds (2008). Une version signée par Manic Sewing Circle figure en 2008 dans le documentaire traitant de l'histoire de la franchise : We Believe.

## Histoire

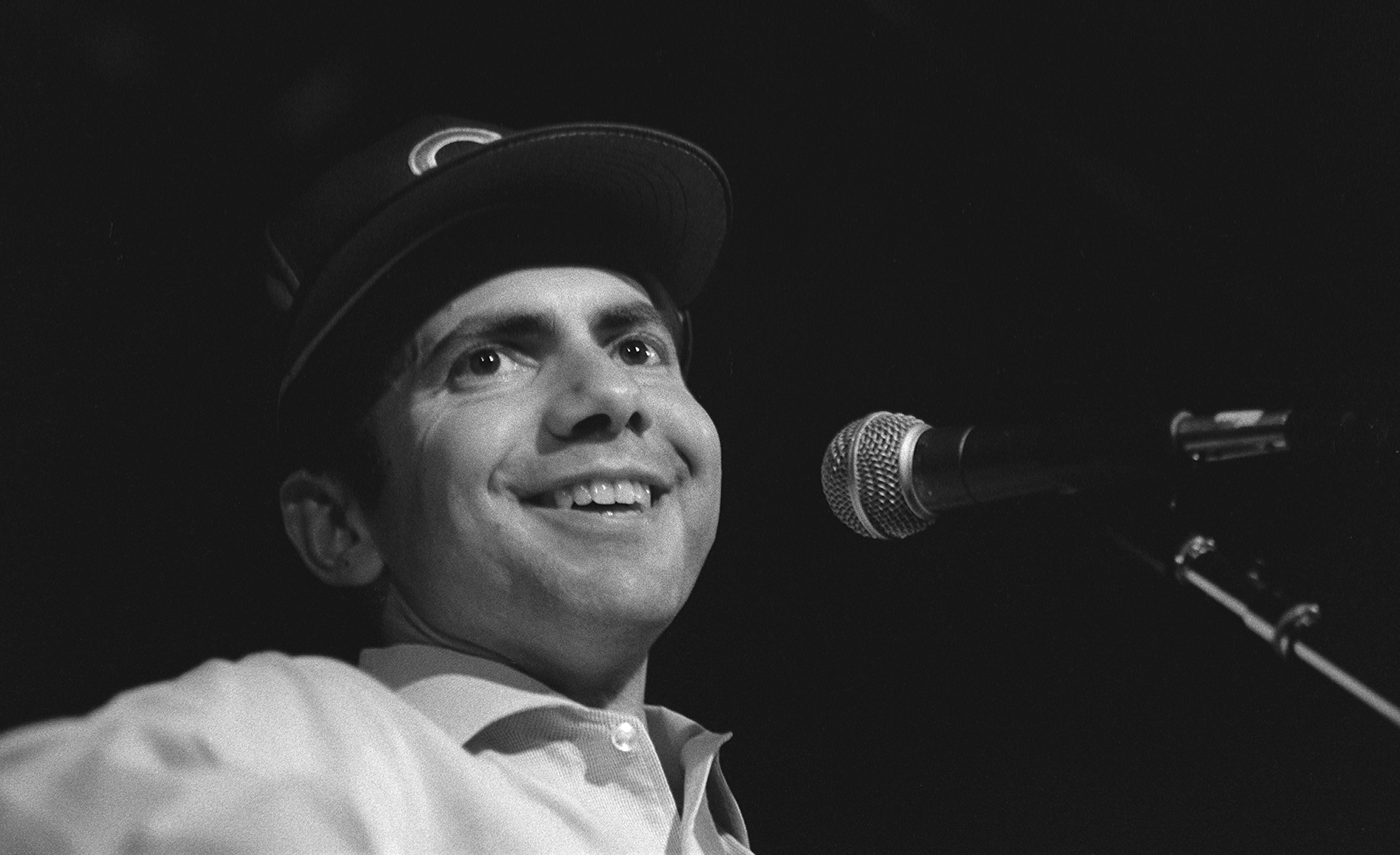
Steve Goodman en 1984.

Fan des Cubs de Chicago, Steve Goodman écrit Go, Cubs, Go à la demande de WGN (AM), station de radio partenaire des Cubs. Goodman a déjà enregistré en 1981 un titre axé sur les déconvenues enregistrées tout au long de son histoire par son club de cœur, mais cette chanson était interdite de diffusion au Wrigley Field, antre des Cubs. Cruel, le chant évoque notamment l'équipe comme le « paillasson de la Ligue nationale » et Wrigley Field un « cimetière couvert de lierre ».
À l'époque de la demande de Dan Fabian, directeur des programmes de WGN, la chanson de référence des fans des Cubs est It's a Beautiful Day for a Ball Game par The Harry Simeone Songsters. Datant des années 1950, le titre sert de générique aux programmes consacrés aux Cubs sur WGN. Le manager général des Cubs Dallas Green initie cette création dans le but de modifier l'état d'esprit de l'équipe et de ses fans. Goodman répond à l'appel lancé sur les ondes et décide de se lancer dans l'écriture d'une nouvelle chanson sur les Cubs.

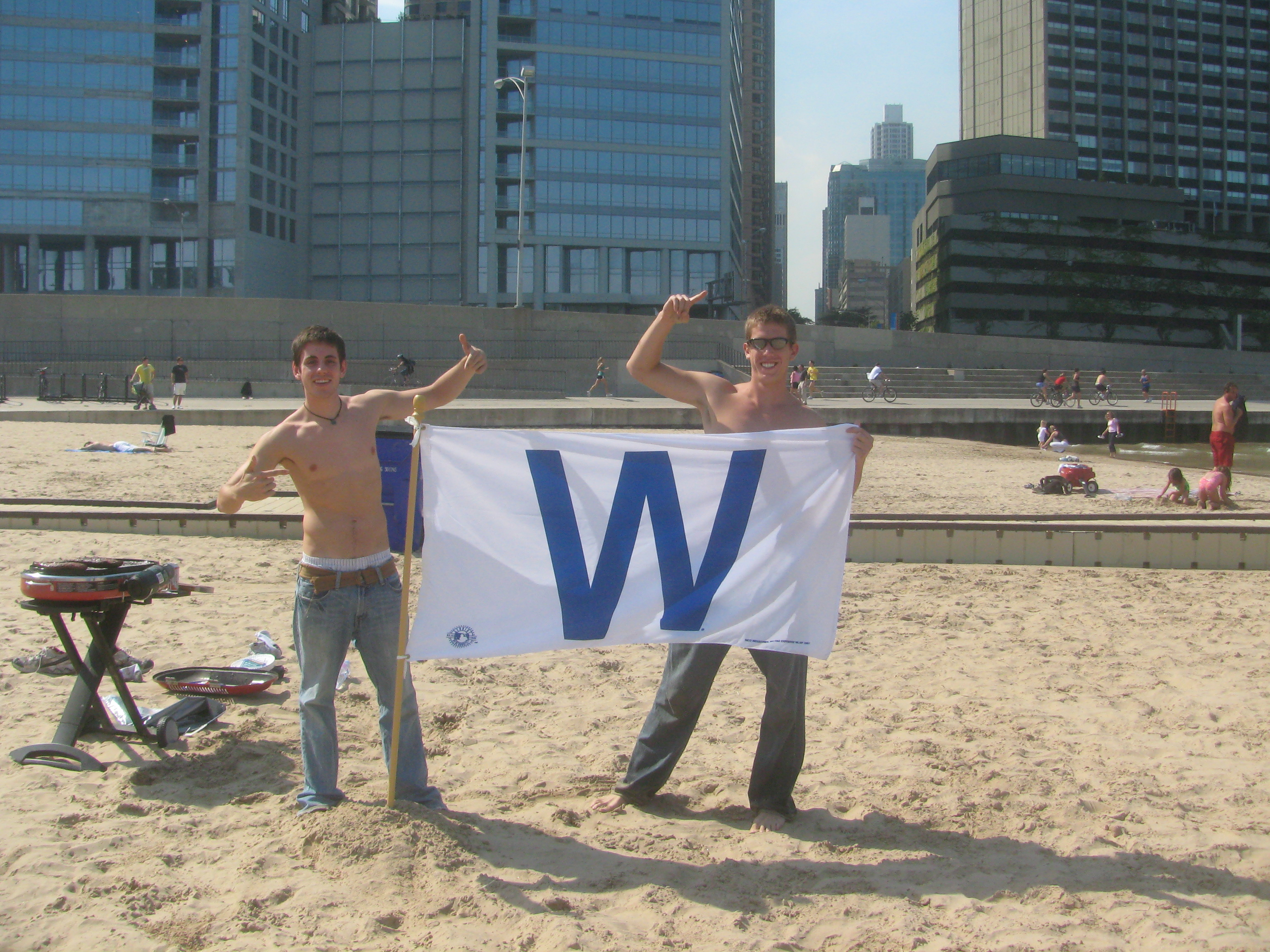
Go, Cubs, Go et le drapeau de victoire des Cubs symbolisent les victoires des Cubs.

Go, Cubs, Go devient populaire dès 1984 à l'occasion des premières séries éliminatoires jouées par le club depuis 29 ans. Dès cette saison, le titre a le statut de chanson officielle des Cubs. Elle est diffusée pour la première fois sur les ondes par WGN le 13 avril à l'occasion du match d'ouverture de la saison. La chanson est ensuite diffusée lors de chaque partie jouée à domicile. En fin de saison, quatre jours avant que les Cubs soient assurés de remporter le titre de champion de leur division, Steve Goodman meurt après avoir lutté pendant seize ans contre la leucémie. Dans les trois jours qui suivent son décès, le disque est vendu à 60 000 exemplaires au profit d'œuvres de charité.
En 1987, les Cubs adoptent un nouveau chant officiel : Here Come the Cubs des Beach Boys. Viendront ensuite des titres comme Celebration de Kool & the Gang et Get Down Tonight de KC and the Sunshine Band. 
Go, Cubs, Go est inclus dans le double album compilation de Steve Goodman, No Big Surprise: Anthology, qui sort le 15 septembre 1994.
Le titre de Goodman retrouve son statut de chanson officielle des Cubs en devenant la chanson jouée à l'occasion de chaque victoire de la franchise à domicile à partir de 2007. Les médias avaient déjà pris l'habitude de diffuser Take Me Out to the Ball Game lors de la pause de la septième manche, ils diffusent à partir de 2007 systématiquement le Go, Cubs, Go repris en chœur par les fans.